# Teodoro Izquierdo Alcaide
Teodoro Izquierdo Alcaide (Liria 1867-1923) fue un abogado, periodista y político español, hermano de Juan Izquierdo y de Vicente Izquierdo. 
Estudió en el Colegio de San José de los Jesuitas, en Valencia. En el bachillerato escribió una historia de España, publicada posteriormente. Licenciado en Derecho por la Universidad de Valencia. Miembro del Partido Liberal. En 1898 fue elegido diputado provincial desempeñando en la Diputación el cargo de Vicepresidente de la comisión Provincial; en 1905, fue elegido diputado a Cortes por el distrito electoral Sagunto-Liria. Después fue diputado al Congreso por el distrito electoral de Liria en las elecciones generales de 1905. Fue gobernador civil de la provincia de Castellón entre 1913-1914 y 1916-1918. Su memoria pervive dando nombre a una plaza en la ciudad de La Plana.
La política le llevó, en cierto modo, al mundo del periodismo y  dirigió el diario El Noticiero cuya principal línea editorial estaba alineada al ideario del partido liberal de la época.
Amante de la cultura y el arte, siempre estuvo rodeado de buenos libros y revistas de actualidad artística y social. Este espíritu depurado le llevó a impulsar, financiar y supervisar la restauración de la románica iglesia de la Sangre, también denominada “antigua iglesia de Santa María” o "iglesia de Santa María de la Sangre", una de las pocas joyas de este estilo que se conservan en la región valenciana. Escribió varios artículos sobre los hallazgos artísticos y arqueológicos durante el proceso de restauración de la Iglesia de la Sangre. Todo lo cual le valió ser nombrado correspondiente de la Real Academia de Bellas Artes de San Carlos y que el templo fuera declarado Monumento Nacional el 29 de septiembre de 1923. En el interior de la iglesia hay una inscripción en memoria de su nombre.